# Deterrenza
(Dottor Stranamore ne Il dottor Stranamore - Ovvero: come ho imparato a non preoccuparmi e ad amare la bomba)
Viene definito deterrenza un insieme di comportamenti e azioni (una strategia) tesi a influenzare i comportamenti e le azioni di un soggetto, in modo da minimizzare la possibilità che esso aggredisca un altro soggetto o metta in essere comportamenti o azioni ritenuti lesivi della convivenza civile, sia tra persone che tra Stati. 

## Nella psicologia sociale
Il termine deterrente viene utilizzato per qualificare il singolo comportamento e/o azione che faccia parte di una strategia di deterrenza. 
In senso più generale, la deterrenza (che è un caso particolare della dissuasione) può essere descritta nei termini della teoria dei giochi come il tentativo di influenzare il comportamento di uno o più giocatori, convincendolo/i del fatto che una mossa, pur risultando vantaggiosa per chi la compisse per primo, si ritorcerebbe in un grave danno per chiunque la mettesse in atto.
In questo modo il conflitto si cristallizza, anche se rimane latente: la deterrenza insomma non agisce sulle cause di un conflitto, ma solo sulle sue manifestazioni.

### Nel diritto
La deterrenza, nel diritto penale, è l'effetto del provvedimento, preso da parte del giudice nei confronti di chi si sia dimostrato socialmente pericoloso, per evitare che questi compia reati: discende dall'applicazione di misure di prevenzione) o, se a seguito di condanna, di misure di sicurezza.

## Polemologia
Nel linguaggio militare, viene definito "deterrente" un qualsiasi sistema d'arma costruito in modo da prevedere un utilizzo in accordo con una strategia di deterrenza. Tipico caso sono le armi nucleari strategiche.
La distinzione tra dissuasione e deterrenza, a livello internazionale, sta tutta nel livello della minaccia utilizzata per ridurre la possibilità di questa mossa indesiderata. Anche etimologicamente la parola "deterrenza" contiene un riferimento preciso all'idea di incutere terrore.
Ci sono due modi di applicare la deterrenza: impedire che il nemico tragga vantaggio dal suo cambio di strategia (deterrence by denial) oppure trasformare il presunto vantaggio in sicuro svantaggio attraverso una punizione per definizione sproporzionata (deterrence by punishment).
In generale le strategie di deterrenza sono sempre miste, ovvero sommano elementi di negazione e di punizione, anche se la guerra fredda ha esaltato la seconda componente, quella punitiva, con la dottrina della "rappresaglia massiccia" (massive retaliation), da attuare con armi nucleari in caso di aggressione alla NATO da parte delle forze del Patto di Varsavia.
Una caratteristica di queste strategie è che esse agiscono solo in parte su rapporti di forza reali, concentrandosi piuttosto sulla percezione che i singoli giocatori hanno sia delle proprie forze che di quelle altrui, e dei propri vantaggi/svantaggi reciproci. Questo fa sì che nella deterrenza si insinuino componenti psicologiche che rendono la sua applicazione estremamente fluida, eliminando il concetto di "deterrenza perfetta" che pure gli Usa hanno tentato di costruire con la dottrina militare della MAD (Mutual Assured Destruction, distruzione mutua assicurata)
Alcune conseguenze della deterrenza:
- Il livello di punizione deve essere superiore al massimo livello accettabile dall'altro giocatore in relazione agli obiettivi che esso si pone e alle sue attese.
- Il funzionamento della deterrenza è affidato alla credibilità di chi ne fa uso; il principale gioco collegato alla deterrenza è la provocazione, attuata con l'intento di screditare il giocatore che usa la deterrenza come strumento (crisi dei missili di Cuba, euromissili sovietici) e testare la sua volontà di attuare le sue minacce; l'interazione tra questi due giochi è una delle cause della corsa agli armamenti.